# Tennis aux Jeux olympiques de la jeunesse de 2010
Navigation
Édition suivante
Les épreuves de tennis des jeux olympiques de la jeunesse d'été de 2010 se sont déroulées au Kallang Tennis Centre à Singapour, du 18 au 25 août 2010. Il a eu une compétition en simple garçons, double garçons, simple filles et double filles. Pour les compétitions en simple, tous les matchs sont disputés au meilleur des trois manches avec jeu décisif à 6-6 dans chaque manche. Pour les compétitions en double, tous les matchs sont disputés au meilleur des trois manches avec jeu décisif dans les deux premières manches à 6-6 et un super jeu décisif (10 points) à la place de la troisième manche.

## Qualifiés
La liste des participants pour la compétition est publiée par la fédération internationale de tennis (ITF) le 29 juin 2010. 39 pays sont représentés dans la compétition qui comprend 32 joueurs par tableau en simple et 16 paires pour les doubles. Chaque comité national olympique (CNO) pouvait présenter un maximum de 2 garçons et 2 filles pour concourir dans les compétitions en simple et double. Douze places dans les compétitions en simple sont attribuées sur la base du classement mondial junior du joueur. Seize places sont attribuées à partir des classements par continent, avec les quatre places restantes distribuées par le CIO ou données au joueur occupant le classement le plus élevé et pas encore qualifié.
| Joueur               | CNO                |
| -------------------- | ------------------ |
| Renzo Olivo          | Argentine          |
| Darian King          | Barbade            |
| Damir Džumhur        | Bosnie-Herzégovine |
| Hugo Dellien         | Bolivie            |
| Tiago Fernandes      | Brésil             |
| Ouyang Bowen         | Chine              |
| Wang Chuhan          | Chine              |
| Huang Liang-chi      | Taipei chinois     |
| Juan Sebastián Gómez | Colombie           |
| Mate Pavić           | Croatie            |
| Jiří Veselý          | Tchéquie           |
| Roberto Quiroz       | Équateur           |
| Kevin Krawietz       | Allemagne          |
| Peter Heller         | Allemagne          |
| Oliver Golding       | Royaume-Uni        |
| Márton Fucsovics     | Hongrie            |
| Máté Zsiga           | Hongrie            |
| Yuki Bhambri         | Inde               |
| John Morrissey       | Irlande            |
| Alessandro Colella   | Italie             |
| Yasutaka Uchiyama    | Japon              |
| Stefan Micov         | Macédoine du Nord  |
| Alexis Carlos        | Mexique            |
| Diego Galeano        | Paraguay           |
| Duilio Beretta       | Pérou              |
| Jeson Patrombon      | Philippines        |
| Victor Baluda        | Russie             |
| Mikhail Biryukov     | Russie             |
| Filip Horanský       | Slovaquie          |
| Jozef Kovalík        | Slovaquie          |
| Ahmed Triki          | Tunisie            |
| Ricardo Rodríguez    | Venezuela          |

| Joueuse                | CNO         |
| ---------------------- | ----------- |
| Agustina Sol Eskenazi  | Argentine   |
| An-Sophie Mestach      | Belgique    |
| Ilona Kremen           | Biélorussie |
| Marianne Jodoin        | Canada      |
| Katarena Paliivets     | Canada      |
| Tang Haochen           | Chine       |
| Zheng Saisai           | Chine       |
| Denisa Allertová       | Tchéquie    |
| Mai Grage              | Danemark    |
| Anna-Lena Friedsam     | Allemagne   |
| Tímea Babos            | Hongrie     |
| Grace Sari Ysidora     | Indonésie   |
| Sachie Ishizu          | Japon       |
| Emi Mutaguchi          | Japon       |
| Niriantsa Rasolomalala | Madagascar  |
| Zarah Razafimahatratra | Madagascar  |
| Mia Radulović          | Monténégro  |
| Verónica Cepede Royg   | Paraguay    |
| Mónica Puig            | Porto Rico  |
| Cristina Dinu          | Roumanie    |
| Daria Gavrilova        | Russie      |
| Yulia Putintseva       | Russie      |
| Doroteja Erić          | Serbie      |
| Stefanie Tan           | Singapour   |
| Jana Čepelová          | Slovaquie   |
| Chantal Škamlová       | Slovaquie   |
| Luksika Kumkhum        | Thaïlande   |
| Ons Jabeur             | Tunisie     |
| Sophia Kovalets        | Ukraine     |
| Elina Svitolina        | Ukraine     |
| Andrea Gámiz           | Venezuela   |
| Adriana Pérez          | Venezuela   |

## Calendrier
| Date           | 15 août        | 16 août        | 17 août       | 18 août       | 19 août      | 20 août | 21 août |
| Horaire        | 10h30          | 10h30          | 10h00         | 11h00         | 14h30        | 14h30   | 15h00   |
| -------------- | -------------- | -------------- | ------------- | ------------- | ------------ | ------- | ------- |
| Simple garçons | 1/16 de finale | 1/16 de finale | 1/8 de finale | 1/4 de finale | Demi-finales | Bronze  | Finale  |
| Simple filles  | 1/16 de finale | 1/8 de finale  | 1/4 de finale | Demi-finales  | Bronze       | Finale  | -       |
| Double garçons | 1/8 de finale  | 1/8 de finale  | 1/4 de finale | Demi-finales  | Bronze       | Finale  | -       |
| Double filles  | -              | 1/8 de finale  | 1/8 de finale | 1/4 de finale | Demi-finales | Bronze  | Finale  |

## Tableau des médailles
| Rang  | Nation                | Or | Argent | Bronze | Total |
| ----- | --------------------- | -- | ------ | ------ | ----- |
| 1     | Chine                 | 1  | 1      | 0      | 2     |
| 1     | Russie                | 1  | 1      | 0      | 2     |
| –     | Équipes de divers CNO | 1  | 0      | 1      | 2     |
| 3     | Colombie              | 1  | 0      | 0      | 1     |
| 4     | Slovaquie             | 0  | 1      | 2      | 3     |
| 5     | Inde                  | 0  | 1      | 0      | 1     |
| 6     | Bosnie-Herzégovine    | 0  | 0      | 1      | 1     |
| Total | Total                 | 4  | 4      | 4      | 12    |

## Palmarès
| Compétition    | Or                         | Argent                         | Bronze                        |
| -------------- | -------------------------- | ------------------------------ | ----------------------------- |
| Simple garçons | Juan Sebastián Gómez       | Yuki Bhambri                   | Damir Džumhur                 |
| Double garçons | Oliver Golding Jiří Veselý | Victor Baluda Mikhail Biryukov | Filip Horanský Jozef Kovalík  |
| Simple filles  | Daria Gavrilova            | Zheng Saisai                   | Jana Čepelová                 |
| Double filles  | Tang Haochen Zheng Saisai  | Jana Čepelová Chantal Škamlová | Tímea Babos An-Sophie Mestach |